# Implosiva alveolar sonora
La implosiva alveolar sonora es un tipo de sonido consonántico, utilizado en algunos idiomas hablados. El símbolo en el Alfabeto Fonético Internacional que representa este sonido es ⟨ɗ⟩. El símbolo AFI es la letra d minúscula con un gancho hacia la derecha que sobresale de la parte superior derecha de la letra.

## Características
Las características de la implosiva alveolar sonora son:
- Su forma de articulación es oclusiva, lo que significa que se produce obstruyendo el flujo de aire en el tracto vocal. Como la consonante también es oral, sin salida nasal, el flujo de aire está completamente bloqueado y la consonante es una oclusiva.
- Su lugar de articulación es alveolar, lo que significa que está articulado con la punta de la lengua sobre la cresta alveolar.
- Su fonación es sonora, lo que significa que las cuerdas vocales vibran durante la articulación.
- Es una consonante oral, lo que indica que se permite que el aire escape solo por la boca.
- Es una consonante central, esto es, que es producido al dirigir el flujo de aire al centro de la lengua, en vez de sus extremos.
- El mecanismo de flujo de aire es implosivo (ingreso glotalico), lo que significa que se produce al aspirar aire bombeando la glotis hacia abajo. Dado que se expresa, la glotis no está completamente cerrada, pero permite que una corriente de aire pulmonar escape a través de ella.

## Ocurrencia
| Idioma            | Idioma            | Palabra   | AFI      | Significado    | Notas                                                                        |
| ----------------- | ----------------- | --------- | -------- | -------------- | ---------------------------------------------------------------------------- |
| Árabe             | árabe bareiní     | دار‎       | [ɗaːr]   | 'casa'         | Corresponde a [d] en árabe estándar y otras variedades. Ver fonología árabe. |
| Ega               | Ega               | [ɗá]      | [ɗá]     | 'esconder'     |                                                                              |
| Fula              | Fula              | ɗiɗi 𞤯𞤭𞤯𞤭 | [ɗiɗi]   | 'dos'          |                                                                              |
| Goemai            | Goemai            | ḍal       | [ɗal]    | 'tragar'       |                                                                              |
| Hausa             | Hausa             | ɗaiɗai    | [ɗei̯ɗei̯] | 'uno a la vez' |                                                                              |
| Patois de Jamaica | Patois de Jamaica | dem       | [ɗem]    | 'ellos'        | Alófono de /d/ en el inicio de sílabas prominentes.                          |
| Kalábari          | Kalábari          | ḍa        | [ɗà]     | 'padre'        |                                                                              |
| Karaja            | Karaja            | ti        | [ɗi]     | 'hueso'        |                                                                              |
| jemer             | jemer             | ដប់ / dáb  | [ɗɑp]    | 'diez'         |                                                                              |
| Mono              | Mono              | ku‘da     | [kūɗā]   | 'deuda'        |                                                                              |
| Ongotá            | Ongotá            | [ɡaːɗa]   | [ɡaːɗa]  | 'tedioso'      |                                                                              |
| paumari           |                   | [ɓoɗa]    | 'viejo'  |                |                                                                              |
| Serer             | Serer             | biɗ       | [biɗ]    | 'flor'         | Contrasta fonémicamente con la implosiva sorda.                              |
| Sindi             | Sindi             | ڏر‎        | [ɗarʊ]   | 'hendedura'    |                                                                              |
| Tera              | Tera              | ɗana      | [ɗàna]   | 'hablar'       |                                                                              |
| Tukang Besi       | Tukang Besi       | [piɗi]    | [piɗi]   | 'basura'       |                                                                              |
| vietnamita        | vietnamita        | đuôi      | [ɗuəj]   | 'cola'         |                                                                              |
| Wambule           | Wambule           | डि॒         | [ɗi]     | 'nombre'       |                                                                              |